# Batalha da Serra
A Batalha da Serra foi a batalha culminante de uma campanha travada entre um exército cartaginês liderado por Amílcar Barca e uma força rebelde liderada por Espêndio em 238 a.C., no que é hoje o norte da Tunísia. Cartago lutava contra uma coligação de soldados amotinados e cidades africanas rebeldes na Guerra dos Mercenários, que havia começado em 241 a.C. Os rebeldes estavam a cercar Cartago enquanto o exército cartaginês, sob Amílcar, invadia as suas linhas de abastecimento. Sob essa pressão, os rebeldes recuaram para a sua base em Tunes e movimentaram o seu próprio exército para impedir as actividades de Amílcar e, com efeito, destruir o seu exército.
Incapazes de enfrentar os elefantes de guerra cartagineses e a cavalaria em campo aberto, os rebeldes permaneceram em terrenos mais altos e acidentados, lançando perseguições contra o exército cartaginês. Após vários meses de campanha, cujos detalhes não são claros nas fontes, Amílcar encurralou os rebeldes num desfiladeiro ou contra uma serra. Presos nas montanhas, com as linhas de abastecimento bloqueadas e com a comida esgotada, os rebeldes comeram os seus cavalos, os seus prisioneiros e depois os seus escravos, enquanto esperavam que os seus camaradas em Tunes lançassem uma investida para resgatá-los. Por fim, as tropas cercadas forçaram os seus líderes a negociar com Amílcar, contudo ele os prendeu. Os cartagineses então atacaram os rebeldes famintos e sem líder com toda a sua força, levados pelos seus elefantes, e massacraram todos os homens.
Os líderes rebeldes foram crucificados à vista dos seus camaradas em Tunes. Pouco depois, os rebeldes abandonaram Tunes e retiraram-se para o sul. Amílcar e o seu colega general Hanão foram atrás deles, e no final de 238 a.C. eliminou-os na Batalha de Leptis Parva.

## Antecedentes
A Primeira Guerra Púnica foi travada entre Cartago e Roma, as duas principais potências do Mediterrâneo ocidental no século III a.C., e durou 23 anos, de 264 a 241 a.C. As duas potências lutaram essencialmente pela supremacia na ilha mediterrânea da Sicília, nas suas águas circundantes, e também no norte da África. Após imensas perdas materiais e humanas em ambos os lados, os cartagineses foram derrotados e o seu comandante na Sicília concordou com o Tratado de Lutácio.
Durante os últimos anos da guerra com Roma, o general cartaginês Hanão, o Grande, estava a liderar uma série de campanhas que aumentaram muito a área africana controlada por Cartago. Hanão foi rigoroso em espremer impostos do território recém-conquistado para pagar tanto a guerra contra Roma quanto as suas próprias campanhas. Metade da produção agrícola da área foi considerada como imposto de guerra, e o tributo anteriormente devido pelas vilas e cidades foi duplicado. Essas exações foram severamente aplicadas, causando extrema dificuldade em muitas áreas.

### Motim
Após a derrota cartaginesa o seu exército de 20 mil homens na Sicília foi evacuado para Cartago. Em vez de pagar a pronto os vários anos de atraso que lhes eram devidos e enviá-los para casa, as autoridades cartaginesas decidiram esperar até que todas as tropas chegassem a Cartago e, então, tentar negociar um acordo a uma taxa mais baixa. Livres do seu longo período de disciplina militar e sem nada para fazer, os homens queixavam-se e recusavam todas as tentativas dos cartagineses em pagar menos do que o valor total devido. Por fim eles amotinaram-se e tomaram à força a cidade de Tunes. Em pânico, o senado cartaginês concordou com o pagamento integral. Isso parecia ter diminuído o descontentamento quando, de repente, a disciplina desapareceu por completo. Vários soldados insistiram que nenhum acordo com Cartago era aceitável, um motim eclodiu, dissidentes foram apedrejados até à morte, os negociadores do senado foram feitos prisioneiros e o seu tesouro foi apreendido.
Espêndio, um escravo romano fugitivo que poderia ser morto por tortura caso fosse recapturado, e Matão, um berbere insatisfeito com a atitude de Hanão em relação ao aumento de impostos das possessões africanas de Cartago, foram declarados generais. A notícia de um exército experiente e anticartaginês no coração do território de Cartago espalhou-se rapidamente e fez com que muitas cidades e vilas também se revoltassem. Provisões, dinheiro e reforços chegaram até aos rebeldes; por fim outros 70 mil homens juntaram-se ao movimento anticartaginês, de acordo com o historiador Políbio, embora muitos fossem forçados a guarnecer as suas cidades natais contra a retribuição cartaginesa. A disputa tornou-se uma revolta em grande escala. Os três anos de guerra que se seguiram são conhecidos como a Guerra dos Mercenários e ameaçaram a existência de Cartago como estado.

## Guerra
- Principais manobras militares durante a Guerra dos Mercenários.
- O número "5" indica a localização da Batalha do Rio Bagradas;
- "6" é uma indicação das manobras militares cartaginesas até à Batalha da Serra;
- "7" representa a Batalha da Serra, embora a localização não seja exacta.

A principal força rebelde bloqueou Cartago a partir da sua fortaleza de Tunes, enquanto Matão ordenou que dois grupos de rebeldes ao norte cercassem as duas principais cidades – além de Cartago – que ainda não se tinham revoltado: os grandes portos de Útica e Hipo (moderna Bizerte). Hanão, como comandante do exército africano de Cartago, lançou-se com um exército de entre 8 a 10 mil homens e 100 elefantes de guerra. A maioria dos africanos da sua força permaneceu leal ao comandante, pois estavam habituados a agir contra os seus conterrâneos africanos. O seu contingente não africano também permaneceu leal. Um número desconhecido de cidadãos cartagineses foram incorporados a este exército.
No início de 240 a.C. Hanão foi derrotado na Batalha de Útica ao tentar levantar o cerco daquela cidade. Ao longo do resto do ano Hanão lutou contra a força rebelde, repetidamente perdendo oportunidades de trazê-la para a batalha ou colocá-la em desvantagem; o historiador militar Nigel Bagnall escreve sobre a "incompetência de Hanão como comandante de um exército de infantaria". Em algum momento durante 240 a.C. os cartagineses levantaram outro exército, de aproximadamente 10 mil homens; este incluiu desertores dos rebeldes, 2 mil homens a cavalo e 70 elefantes, e foi colocado sob o comando de Amílcar Barca, que anteriormente havia liderado as forças cartaginesas na Sicília.
Amílcar derrotou uma grande força rebelde na Batalha do Rio Bagradas e conseguiu recuperar várias vilas e cidades que haviam passado para os rebeldes de volta à lealdade cartaginesa com uma mistura de diplomacia e força. Ele foi perseguido por uma força rebelde maior que a sua sob Espêndio, que se manteve em terreno acidentado por medo da cavalaria e dos elefantes dos cartagineses, e perseguiu os seus caçadores e batedores. Enquanto isso, Hanão manobrou contra Matão ao norte, perto de Hipona. A sudoeste de Útica, Amílcar moveu a sua força para as montanhas na tentativa de trazer os rebeldes para a batalha, contudo acabou cercado. Ele só foi salvo da destruição quando um líder africano, Naravas, que havia servido e admirado Amílcar na Sicília, desertou dos rebeldes com a sua cavalaria de 2 mil homens e juntou-se a Amílcar. Isso foi desastroso para os rebeldes, e na batalha resultante eles perderam 10 mil homens, além dos 4 mil que foram capturados.

### Guerra sem trégua
Desde que saiu de Cartago, Amílcar tratou bem os rebeldes que capturara e ofereceu-lhes a opção de se juntar ao exército ou passar livremente para casa. Ele fez a mesma oferta aos 4 mil prisioneiros da recente batalha. Espêndio percebeu esse tratamento generoso como a motivação por trás da deserção de Naravas e temeu a desintegração do seu exército; ele estava ciente de que termos tão generosos não seriam estendidos aos líderes rebeldes. Incentivado pelos seus subordinados mais altos, entre eles o gaulês Autarito, a eliminar a possibilidade de qualquer boa vontade entre os lados, ele mandou torturar até à morte 700 prisioneiros cartagineses: estes tiveram as mãos cortadas, as pernas quebradas, foram castrados, e acabaram lançados numa cova e enterrados vivos. Os cartagineses, por sua vez, mataram os seus prisioneiros. A partir deste ponto, nenhum dos lados mostrou qualquer misericórdia, e a ferocidade incomum da luta fez com que Políbio se referisse ao conflito como "Guerra sem Tréguas".
Em algum momento entre março e setembro de 239 a.C., as cidades anteriormente leais de Útica e Hippo mataram as suas guarnições cartaginesas e juntaram-se aos rebeldes. Matão e os rebeldes que anteriormente operavam na área mudaram-se para o sul e juntaram-se aos seus camaradas em Tunes. Hanão foi chamado de volta a Cartago e em meados de 239 a.C. Amílcar foi nomeado comandante supremo das forças cartaginesas. Tendo uma clara superioridade na cavalaria, Amílcar invadiu as linhas de abastecimento dos rebeldes ao redor de Cartago. No início de 238 a.C. a falta de mantimentos forçou Matão a levantar o cerco de Cartago, mantendo um bloqueio mais distante a partir de Tunes.

## Exércitos adversários
Os exércitos cartagineses eram quase sempre compostos por estrangeiros; os cidadãos só serviam no exército se houvesse uma ameaça directa à cidade de Cartago. Fontes romanas referem-se a esses combatentes estrangeiros depreciativamente como "mercenários", mas o historiador moderno Adrian Goldsworthy descreve isso como "uma simplificação grosseira". Eles serviram sob uma variedade de modalidades; por exemplo, alguns eram militares regulares de cidades ou reinos aliados destacados para Cartago como parte de acordos formais. A maior componente individual desses estrangeiros, de uma forma ou de outra, era do norte da África.

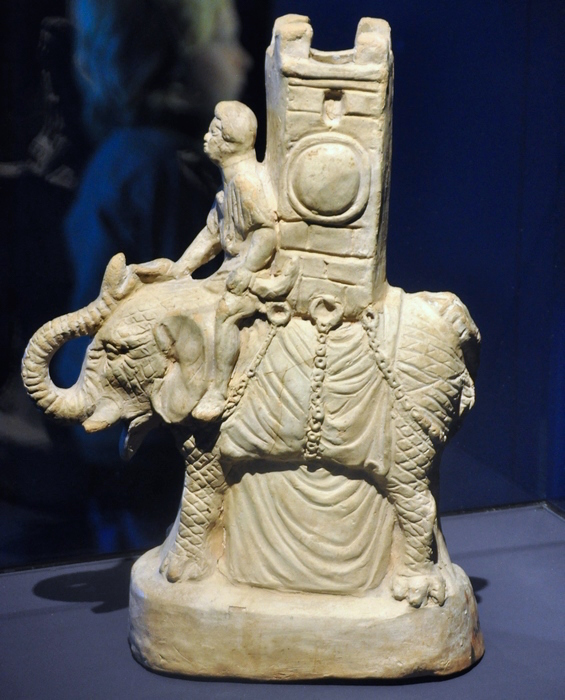
Estatueta romana de um elefante de guerra, recuperada de Pompeia

Os líbios forneceram infantaria equipada com grandes escudos, capacetes, espadas curtas e lanças longas, bem como cavalaria de choque equipada com lanças (também conhecida como "cavalaria pesada") – ambas eram conhecidas pela sua disciplina e poder de permanência. Númidas forneciam cavalaria leve que lançava dardos à distância e evitava o combate corpo a corpo, e também atiradores de infantaria leve armados com dardos. Tanto a Ibéria como a Gália forneceram infantaria experiente; tropas não blindadas que atacariam ferozmente, mas tinham a reputação de desfazer as linhas se um combate fosse prolongado. Atiradores especializados também foram recrutados nas Ilhas Baleares. A infantaria líbia e a milícia cidadã lutariam numa formação compacta conhecida como falange. Sicilianos, gregos e italianos também se juntaram durante a guerra para preencher as fileiras. Os cartagineses frequentemente empregavam elefantes de guerra; na época o norte da África tinha elefantes da floresta nativos.
O exército rebelde que iniciou a campanha é estimado em cerca de 50 mil homens, deixando 20 mil homens da sua força para continuar a bloquear Cartago a partir da fortaleza de Tunes. Os 50 mil incluíam a grande maioria dos veteranos sobreviventes do exército da Sicília, embora a maior parte fosse de recrutas mais recentes. A maior parte dessa força era de infantaria; a sua componente de cavalaria era menor que a dos cartagineses e de qualidade inferior, e os rebeldes careciam inteiramente de elefantes. A força total dos cartagineses não é conhecida, mas foi estimada em mais de 20 mil homens, possivelmente até 30 mil, todos veteranos experientes, bem como um grande, mas desconhecido, número de elefantes.

## Campanha

### Manobras
A situação rebelde não era sustentável, pois o seu grande exército em Tunes estava a ficar sem suprimentos. A maior parte da sua força foi despachada para impedir os ataques de Amílcar e, idealmente, destruir o seu exército. Espêndio foi um general desta expedição; Autarito e um certo Zarzas, cujo passado é desconhecido, eram cocomandantes ou generais subordinados. Os cartagineses provavelmente estavam organizados em três divisões: uma sob o comando de Amílcar, uma sob o seu general subordinado Aníbal e a terceira uma forte força de cavalaria comandada por Naravas.
Os rebeldes conseguiram repelir a força de Amílcar e assim abrir uma rota para que os suprimentos chegassem a eles e aos seus companheiros em Tunes, mas as fontes primárias não informam como isso foi realizado. O exército rebelde então movimentou-se e Amílcar reuniu as suas divisões e seguiu-os até às terras altas da Tunísia. Tal como no ano anterior, os rebeldes mantiveram-se principalmente em terrenos mais altos e acidentados, onde os elefantes e a cavalaria cartaginesa não podiam operar eficazmente, e assim realizavam pequenos ataques contra o exército cartaginês. Eles esperavam causar problemas de abastecimento aos cartagineses e atraí-los para o terreno da escolha dos rebeldes, onde o seu maior número de infantaria poderia encurralar ou isolar uma das divisões cartaginesas e derrotá-la. Este plano é descrito pelo historiador Dexter Hoyos como "táticas extraordinariamente arriscadas".
As fontes primárias dão um relato confuso da campanha de manobras nos meses subsequentes, com emboscadas, armadilhas, estratagemas e muitas marchas e contramarchas. Ambos os lados tiveram sortes mistas, cada um perdendo alguns dos confrontos e sofrendo perdas em homens mortos, feridos e feitos prisioneiros. Em geral, isso era uma vantagem para os rebeldes, se eles pudessem manter o seu exército intacto, a força cartaginesa diminuiria; eles não tinham necessidade, nem desejo, de arriscar uma batalha campal. Os rebeldes podiam mais facilmente arcar com uma guerra de desgaste. Amílcar, por outro lado, estava sob pressão para levar a campanha a uma conclusão rápida e não se afastar muito da sua base em Cartago. Amílcar tinha as vantagens de seus soldados serem – em média – mais experientes, dos seus elefantes, da sua cavalaria e da sua própria maior experiência como general. Ele esteve quase continuamente no comando de um exército ao longo de uma década, enquanto os generais rebeldes tinham, na melhor das hipóteses, experiência como oficiais subalternos – Espêndio era um escravo fugitivo que se tornou um soldado comum. Os comandantes rebeldes lideraram uma campanha eficaz, mas não conseguiram igualar a experiência de Amílcar. De acordo com a natureza selvagem da guerra, Amílcar executou todos os prisioneiros, sempre que possível sendo pisoteados até à morte por elefantes. Isso teve o efeito contraproducente de encorajar os rebeldes a continuar a lutar, mesmo nas circunstâncias mais difíceis. Os rebeldes pouparam, mas escravizaram, quaisquer cartagineses capturados.

### Armadilha
Finalmente,  Amílcar encurralou os rebeldes numa passagem ou encurralou-os contra uma cadeia de montanhas; algumas colinas ou montanhas próximas eram conhecidas como "A Serra" por causa da suposta semelhança do seu contorno com a ferramenta. Hoyos sugere que os rebeldes relaxaram as defesas numa área supostamente segura, acreditando que haviam deixado de ter contacto com os cartagineses, mas que os habilidosos batedores de Naravas identificaram a sua localização. Eles foram então surpreendidos por Amílcar e dissuadidos de um ataque imediato pelos seus elefantes e superioridade de cavalaria. No momento em que compreenderam a situação, o exército cartaginês já se havia fortificado em posições onde o terreno era o que Políbio descreve como "inútil de atacar" para os rebeldes e qualquer ataque por eles era claramente contraproducente. Os rebeldes neste ponto foram estimados em mais de 40 mil homens, excluindo escravos e prisioneiros. Eles tinham acesso a água mas não a comida, e provavelmente já haviam colhido os mantimentos na área circundante. Por outro lado, os cartagineses podiam mover-se livremente para coletar alimentos de uma ampla área.
Presos contra as montanhas e com a comida esgotada, durante várias semanas os rebeldes comeram os seus cavalos, os seus prisioneiros e depois os seus escravos. Vários mensageiros foram despachados para Tunes; não se sabe se algum lá chegou. Os rebeldes aguardaram, esperando que Matão saísse de Tunes para resgatá-los. Se Matão foi ou não informado dos acontecimentos, ele não se moveu. Possivelmente ele não foi informado, ou possivelmente sentiu-se impedido pelos dez mil defensores de Cartago sob Hanão. As tropas cercadas culparam os seus líderes pela sua situação e, por fim, foram forçadas a tentar uma negociação com Amílcar. Amílcar prendeu Espêndio, Autarito, Zarzas e os seus tenentes e os cartagineses então atacaram os rebeldes famintos e sem liderança com toda a sua força, levados por seus elefantes. Todos os rebeldes foram mortos; qualquer um que se rendesse era lançado sob as patas dos elefantes. As baixas cartaginesas foram leves.

## Rescaldo

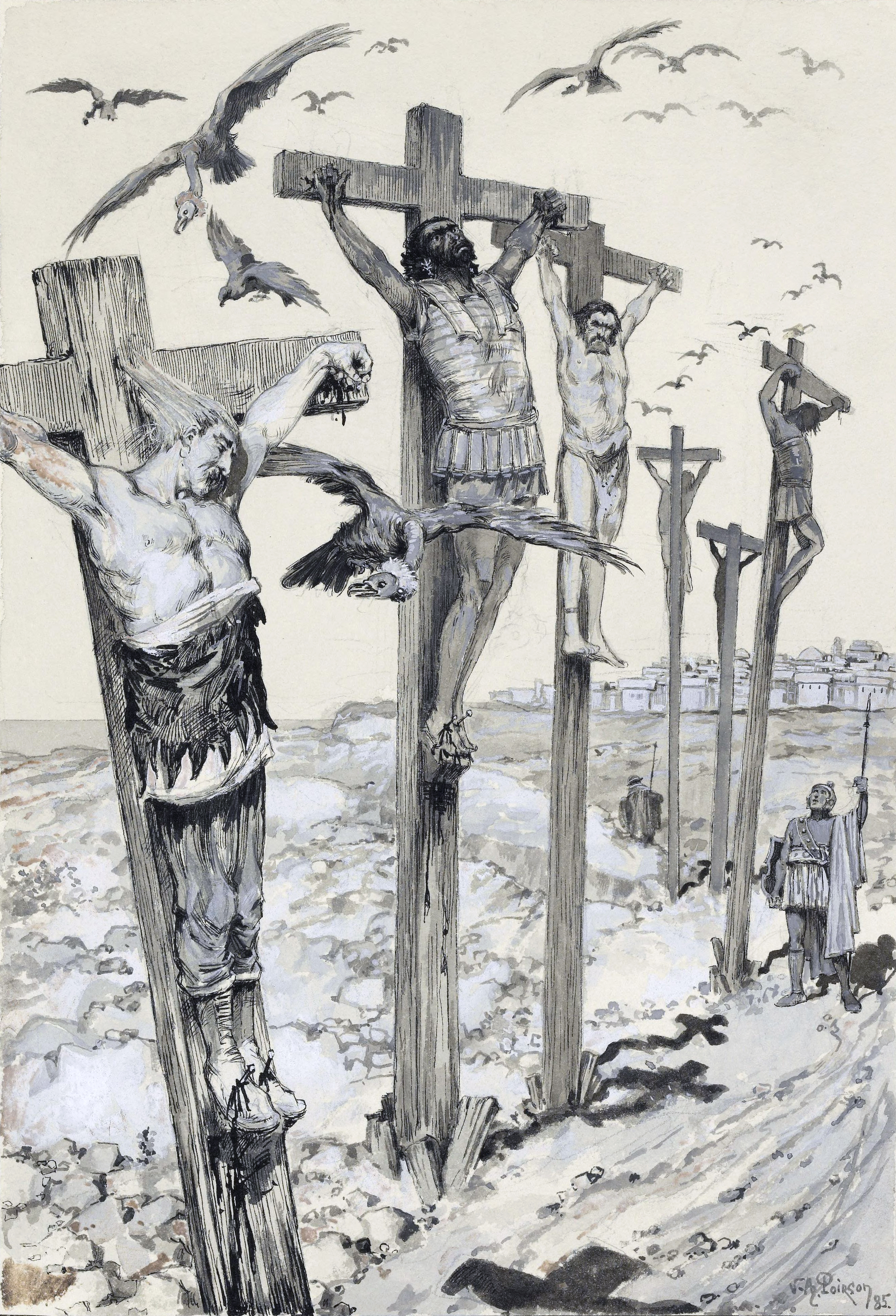
Victor-Armand Poirson, ilustrador francês do século XIX, imagina a crucificação de Espêndio e dos seus tenentes à frente de Tunes

Amílcar então marchou sobre Tunes e sitiou a cidade no final de 238 a.C. A cidade era de difícil acesso tanto do leste quanto do oeste, então Amílcar ocupou uma posição ao sul com metade do exército, enquanto o seu vice-comandante Aníbal estava ao norte. Os líderes rebeldes capturados antes da Batalha da Serra foram crucificados à vista da cidade. Matão ordenou um ataque noturno em larga escala que surpreendeu os cartagineses, tendo estes sofrido muitas baixas. Um dos seus acampamentos foi invadido e eles perderam grande parte dos seus suprimentos; Aníbal e uma delegação de 30 notáveis cartagineses que visitavam o exército foram capturados. Eles foram torturados e depois pregados nas cruzes anteriormente ocupadas por Espêndio e os seus camaradas. Amílcar abandonou o cerco e retirou-se para o norte.
Matão liderou o exército rebelde por 160 km (99 mi) ao sul até à rica cidade portuária de Léptis Parva (ao sul da moderna cidade de Monastir, na Tunísia). Hanão e Amílcar marcharam atrás dos rebeldes com um exército totalizando mais de 25 mil homens e muitos elefantes de guerra, incluindo todos os cidadãos cartagineses em idade militar. Na batalha que se seguiu, os rebeldes foram esmagados. Os prisioneiros foram vendidos como escravos. Matão foi capturado, acabando por ser arrastado pelas ruas de Cartago e torturado até à morte pelos seus cidadãos.
A maioria das vilas e cidades que ainda não tinham chegado a um acordo com Cartago passaram a querer dialogar, com a exceção de Útica e Hipona, cujos habitantes temiam vingança pelo seu massacre de cartagineses. Eles tentaram resistir, mas Políbio diz que eles se renderam muito "rapidamente", provavelmente no final de 238 a.C. ou no início de 237 a.C. As vilas e cidades rendidas foram tratadas com clemência, embora lhes fossem impostos governadores cartagineses.